# Gérard Poadja
Gérard Pounou Poadja, né le 30 septembre 1963 à la tribu de Poindah à Koné en Nouvelle Caledonie est un homme politique français loyaliste de Nouvelle-Calédonie, d'origine kanak. Longtemps membre du Rassemblement pour la Calédonie dans la République (RPCR), il est un des cadres dirigeants de Calédonie ensemble depuis 2009. Il a été le président du Congrès de la Nouvelle-Calédonie du 29 août 2012 au 8 août 2013. Il est élu sénateur le 24 septembre 2017.

## Biographie

### Des origines familiales coutumières et politiques
Gérard Poadja est issu du clan Görötû et de la lignée des grands-chefs du district de Poindah, l'une des deux grandes chefferies de la région de Koné-Pouembout, sur la côte nord-ouest de la Grande Terre. Il est le frère d'Auguste Poindet dit « Jean » Poadja (grand-chef actuel depuis 1996), le fils d'Auguste Tiaou Poadja (1916-2005, grand-chef de 1963 à 1996, également éleveur en tant qu'employé sur des propriétés d'Européens voisines des terres coutumières, notamment celle des Devillers, mais également à son propre compte), le petit-neveu d'Antoine Téin Katélia Poadja (vers 1875-1963, grand-chef de 1902 à 1963) et l'arrière-petit-neveu du premier grand-chef à la suite de la création du district par l'administration coloniale en 1870, Bwaé Atéa Katélia Poadja (décédé en 1902).
Son père, Auguste Poadja, fut également engagé en politique en tant que membre directeur de l'Union calédonienne (UC, parti autonomiste dominant la scène politique locale de sa création en 1953 jusqu'à 1972) entre 1963 et 1977. À cette date, l'UC prend officiellement position en faveur de l'indépendance. Restant partisan du maintien de la Nouvelle-Calédonie dans la France, Auguste Poadja rejoint le récemment créé Rassemblement pour la Calédonie (RPC) de Jacques Lafleur, devenu en 1978 le Rassemblement pour la Calédonie dans la République (RPCR) après son affiliation au Rassemblement pour la République (RPR) métropolitain de Jacques Chirac. Auguste Poadja est, avec le secrétaire de la grande-chefferie Firmin Dogo Gorohouna (pour sa part dissident de l'UC depuis 1963), l'une des principales figures du RPCR à Koné durant la période dite des « Évènements » qui voit s'opposer violemment partisans et opposants de l'indépendance entre 1984 et 1988.
Gérard Poadja a lui-même exercé des responsabilités coutumières, puisqu'il est le secrétaire du Conseil coutumier de l'aire Paici-Camuki de 1991 à 1994 (cette institution est d'ailleurs présidée pendant cette même période par son père, Auguste).

### Un élu du RPCR
À la fin des années 1990, Auguste Poadja décide de se retirer de ses responsabilités pour passer le flambeau à ses fils : l'aîné Auguste Poindet dit « Jean » devient grand-chef en 1996 tandis que Gérard Poadja se lance en politique au sein du RPCR. 
Il est ainsi en quatrième position sur la liste du Rassemblement menée par France Debien dans le Nord aux élections provinciales du 9 mai 1999. Celle-ci obtient 3 080 voix (17,82 % des suffrages exprimés) et 4 élus sur 22 à l'Assemblée provinciale (et 3 sur les 15 également envoyés au Congrès de la Nouvelle-Calédonie), traditionnellement dominée par les indépendantistes. Après l'entrée au gouvernement local de Maurice Ponga (élu en deuxième position sur cette même liste) le 28 mai 1999, Gérard Poadja le remplace au Congrès, et ce jusqu'à la fin de la mandature le 9 mai 2004.
Au sein de l'assemblée délibérante territoriale (dont il est le benjamin), il est membre de la commission permanente (dont il est le vice-président du 4 juillet 2002 au 20 juin 2003) du 29 juillet 2000 au 6 juin 2001 et du 4 juillet 2002 au 9 mai 2004. Il est également membre des commissions intérieures des Infrastructures publiques et de l'Énergie, de l'Agriculture et de la Pêche, de l'Enseignement et de la Culture et de la Législation et de la Règlementation relatives aux Affaires coutumières du 29 juillet 2000 au 9 mai 2004, de celle des Sports du 29 juillet 2000 au 6 juin 2001 et de celle des Transports et des Communications du 6 juin 2001 au 9 mai 2004. Spécialisé dans les questions foncières et rurales, il est également l'un des représentants titulaires du Congrès au conseil d'administration de l'Agence de développement rural et d'aménagement foncier (ADRAF) de 1999 à 2005, ainsi que l'unique membre titulaire pour cette assemblée au sein de la Mission « Cadres Avenir » ainsi que du conseil d'administration du Lycée agricole et l'un des trois à celui de l'école des métiers de la mer de 2001 à 2003. Il est également l'un des trois représentants du Congrès de la Nouvelle-Calédonie à la Commission des ressources marines et au Comité de gestion du fonds de concours pour l’équipement des établissements publics hospitaliers de la Nouvelle-Calédonie de 2002 à 2004, un des quatre à la Commission consultative pour la gestion du domaine territorial, et le seul au Comité mixte prévu par le protocole d’accord entre le Territoire, les Provinces et le Centre national pour l’exploitation des océans (IFREMER) de 2001 à 2003. 
Il prend de plus la tête de la liste du RPCR aux élections municipales des 11 et 18 mars 2001 à Koné, baptisée « Rassemblement pour un élan communal ». Il obtient 301 voix et 17,04 % des suffrages exprimés au premier tour, soit le troisième meilleur score sur cinq, derrière les deux listes indépendantistes concurrentes de l'Union nationale pour l'indépendance (UNI, menée par Joseph Goromido du Parti de libération kanak ou Palika, 28,54 %) et « Union citoyenne » (de tendance UC, tirée par le maire sortant Marcel Nédia, 26,84 %). Au second tour, il réunit 319 votes (15,97 %) et gagne deux sièges sur les vingt-sept du conseil municipal, avec de nouveau la troisième place. Il devient ainsi conseiller municipal du chef-lieu de la Province Nord, siégeant dans l'opposition à la majorité UNI du nouveau maire Palika Joseph Goromido. 
Aux élections provinciales du 9 mai 2004, du fait de l'application de la loi sur la parité, il se retrouve en septième place sur la liste du Rassemblement-UMP (nouveau nom du RPCR après son affiliation à l'Union pour un mouvement populaire, ou UMP) dans le Nord, de nouveau menée par France Debien. Avec 2 346 voix (11,41 %) et 3 sièges sur 22 (dont 2 sur les 15 envoyés au Congrès), Gérard Poadja ne peut être réélu. À la suite de l'élection de Pierre Frogier à la présidence du Rassemblement-UMP face à Jacques Lafleur le 2 juillet 2005, Gérard Poadja devient le 20 du même mois l'un des quatre nouveaux vice-présidents du parti, aux côtés du sénateur Simon Loueckhote, du maire de Nouméa Jean Lèques et du maire de Farino Ghislaine Arlie. Il le reste jusqu'au 21 décembre 2006. 
Gérard Poadja devient, de 2004 à 2009, le directeur de l'antenne de l'ADRAF à Poindimié. Il reste de plus conseiller municipal de Koné jusqu'aux élections municipales de mars 2008. À cette occasion, il ne se représente pas et s'efface au profit d'une liste d'union de toutes les forces non-indépendantistes (Rassemblement-UMP, Avenir ensemble, Rassemblement pour la Calédonie dit RPC, Front national FN et divers droite), baptisée « Entente communale de Koné » et menée par Richard Chenevier,. Cette alliance réalise un meilleur score que la liste Poadja de 2001, avec 550 voix (25,65 %) au premier tour (3e score) et 596 votes (27,52 %) et 3 élus sur 27 (les listes UNI du maire sortant Joseph Goromido et UC de Joseph Moto avaient fusionné pour totaliser 72,48 % des suffrages et 24 sièges au second tour).

### La dissidence et le ralliement à Calédonie ensemble
Gérard Poadja se porte candidat aux primaires internes organisées en décembre 2008 par le Rassemblement-UMP, désormais présidé par Pierre Frogier depuis 2005, pour désigner sa tête de liste dans le Nord aux élections provinciales du 10 mai 2009. Il s'oppose alors au titulaire de cette place lors des deux précédents scrutins, France Debien (soutenu par la direction du parti), et au membre du gouvernement local Maurice Ponga. Il sort vainqueur du vote des militants organisé dans toutes les sections de la Province Nord, avec un score serré, obtenant 163 voix, contre 140 à France Debien et 101 à Maurice Ponga. Le résultat étant contesté par le second, le bureau politique du Rassemblement décide d'annuler le scrutin concernant les sections de Poindimié et de Népoui, et désigne donc de fait France Debien comme tête de liste. Cette nomination n'étant pas acceptée, Pierre Frogier finit par trancher le 16 janvier 2009 en choisissant à la place la vice-présidente du parti, Léontine Ponga, jugée plus consensuelle et plus apte à rassembler le plus largement possible au sein de la famille non-indépendantiste, avec France Debien en deuxième position. Ce dernier accepte cette décision.
En revanche, Gérard Poadja montre son mécontentement et, après avoir dans un premier temps déposé sa candidature pour être présent sur la liste Ponga-Debien pour « respecter la règle instaurée par le parti » et lui « éviter certains commentaires », il annonce le 4 février 2009 démissionner du Rassemblement-UMP. Il estime que : « Des règles ont été mises en place pour l'organisation (des) primaires mais ne sont plus respectées aujourd'hui », parlant également de « tricheries ». Il se rapproche ensuite d'un autre mouvement non-indépendantiste, Calédonie ensemble (fondé en 2008 par des dissidents de l'Avenir ensemble, emmenés par le président de l'Assemblée de la Province Sud de l'époque Philippe Gomès), et de son principal représentant dans le Nord, Bernard Nénou (fils d'un ancien député RPCR, Maurice Nénou). Le 10 février 2009, les deux hommes annoncent qu'ils « ont décidé de constituer une liste d'union non indépendantiste pour les élections en Province Nord le 10 mai prochain », menée par Gérard Poadja. Ils présentent également vouloir faire campagne en insistant sur « l'indispensable rééquilibrage Est-Ouest, d'un développement économique mieux partagé, d'une politique d'aménagement permettant la mise en valeur des terres privées et coutumières par un dispositif d'accompagnement financier et de formation » ou encore de « l'intégration de l'usine du Nord dans la province ». 
Le 2 avril 2009, il présente officiellement sa liste, baptisée « Une Province pour Tous » et se voulant une union « sans étiquette » des « non-indépendantistes ». En effet, outre Calédonie ensemble, cette liste reçoit l'investiture pour le Nord du Rassemblement pour la Calédonie (RPC) de Jacques Lafleur ainsi que de militants du Rassemblement-UMP comme la conseillère municipale de Poya Yasmina Metzdorf en quatrième position. La section locale du Front national, dirigée par Bianca Hénin, apporte aussi son soutien à cette liste dans un premier temps, avant de le retirer rapidement pour protester contre le choix pour figurer en troisième place de Christian Toumidou, ancien militant indépendantiste (qui était le cinquième candidat de la liste menée aux municipales de 2008 à Poindimié conjointement par l'ancien maire Palika puis LKS Francis Poadouy et par Bernard Nénou). L'Avenir ensemble, pour sa part, après avoir négocié pour former une candidature conjointe successivement avec Gérard Poadja puis le Rassemblement-UMP, monte lui aussi sa propre liste dans le Nord avec à sa tête le membre sortant du gouvernement Éric Babin, et où sont présents les deux seuls maires non-indépendantistes de la province (celui de Koumac Wilfried Weiss et celui de Pouembout Robert Courtot). 
Le jour du scrutin, « Une Province pour Tous » obtient le 5e score sur 7 candidatures, et le 2e parmi les 3 listes anti-indépendantistes rivales. Avec 1 960 voix (9,05 % des suffrages), il talonne le Rassemblement-UMP de Léontine Ponga (44 votes et 0,38 point de moins), leurs deux formations obtenant chacune qu'un seul élu à l'Assemblée provinciale et au Congrès. Il devance de plus assez largement l'Avenir ensemble d'Éric Babin (546 bulletins et 2,52 points de plus, cette liste ne gagne pour sa part aucun siège). 
Redevenu conseiller provincial du Nord (unique élu d'un groupe qui reprend le nom de sa liste, « Une Province pour Tous ») et membre du Congrès, il siège en son sein dans le groupe Calédonie ensemble, devenu le 16 août 2011 le groupe Calédonie ensemble-UDC à la suite de son association avec les deux élues de l'Union pour un destin calédonien (petite formation non-indépendantiste créée en 2011 par Nathalie Brizard, exclue en 2010 du RPC, et Corine David, démissionnaire de l'Avenir ensemble en avril 2011). De plus, il devient l'un des deux porte-paroles du mouvement de Philippe Gomès, aux côtés du membre du gouvernement Philippe Dunoyer. 
À l'Assemblée de la Province Nord, il se montre solidaire de l'UNI du président sortant Paul Néaoutyine, arrivé en tête lors du scrutin mais sans majorité (9 élus sur 22) et avec lequel Calédonie ensemble a montré le plus sa volonté de discuter de l'avenir institutionnel de l'archipel lors de la campagne. Ainsi, il vote pour le reconduire à la présidence de l'institution, contre son rival indépendantiste, l'UC Gilbert Tyuienon, le 15 mai 2009 (Néaoutyine est alors réélu à la majorité relative au troisième tour de scrutin, par 10 voix contre 8 à Tyuienon, et les votes blancs des trois conseillers travaillistes et de Léontine Ponga). 
Au Congrès, il est le vice-président du 8 juin 2009 au 19 août 2011 de la commission spéciale chargée d’examiner le projet de loi du pays relative à trois signes identitaires de la Nouvelle-Calédonie, et joue donc un rôle important, avec son président Jean-Pierre Djaïwé (de l'UNI-Palika), dans les derniers préparatifs qui amènent à l'adoption le 18 août 2010 d'un hymne, d'une devise et de propositions de graphismes pour les billets de banque. Le 19 août 2011, il est élu pour devenir l'un des deux questeurs du bureau du Congrès pour l'année 2011-2012 (aux côtés du Rassemblement-UMP Georges Naturel). Il est par ailleurs de nouveau membre de la Commission intérieure de la Législation et de la Règlementation relatives aux Affaires coutumières depuis le 8 juin 2009, et de celles de l'Organisation des Transports et de la Communication et des Sports depuis le 13 juillet 2010. Il représente l'assemblée néo-calédonienne en tant que membre titulaire du Conseil de perfectionnement du service militaire adapté (SMA) et du conseil d'administration du Lycée agricole de la Nouvelle-Calédonie de 2009 à 2011. 
Lors du conseil politique de Calédonie ensemble réuni à Koné le 20 août 2011, il est investi, avec Philippe Dunoyer, pour être l'un des deux candidats du parti aux élections sénatoriales du 25 septembre suivant. Il obtient 67 voix de grands électeurs (13,37 % des suffrages exprimés, 7e score sur 10 candidats) au premier tour, puis 63 (12,57 %, 7e résultat sur 7 candidats) au deuxième. Le 24 mars 2012, il est choisi par le parti pour être le suppléant de Philippe Gomès, candidat dans la 2e circonscription pour les élections législatives de juin 2012. Ce dernier est élu au deuxième tour le 17 juin face au candidat du FLNKS Jean-Pierre Djaïwé.

### Président du Congrès
Le 20 juillet 2012, après la réussite des élections législatives, il est présenté par Calédonie ensemble à l'élection du président du Congrès devant se tenir le 29 août suivant. Il doit néanmoins faire face à la candidature adverse au sein du camp anti-indépendantiste de Simon Loueckhote, qui avait pourtant fait campagne pour Philippe Gomès et Sonia Lagarde au scrutin de juin. 
Le 29 août 2012, Gérard Poadja est élu président du Congrès pour un mandat d'un an avec 28 voix contre 25 au sortant Rock Wamytan, candidat des groupes FLNKS et UNI, au troisième tour de scrutin. Aux deux tours précédents, aucune majorité absolue ne s'était dégagée avec trois candidats : Rock Wamytan (24 voix aux deux tours, soit la totalité des 23 indépendantistes et 1 voix venant du camp anti-indépendantiste), Simon Loueckhote (candidat du LMD soutenu par l'Avenir ensemble, le Rassemblement-UMP et Nathalie Brizard de l'UDC, 17 voix aux deux premiers tours, se retire au troisième) et Gérard Poadja (candidat du groupe Calédonie ensemble, 12 voix aux deux premiers tours). Un bulletin blanc a été décompté à chaque tour. Immédiatement après son scrutin, il déclare vouloir rendre le fonctionnement du Congrès « plus démocratique » et « plus transparent ». Il est la première personnalité politique du Nord à accéder à la présidence de l'assemblée délibérante néo-calédonienne.
En tant que président du Congrès, il prend également, « ès qualités », la présidence des deux commissions spéciales auprès du congrès sur les accords économiques et sociaux, dites « commissions vie chère », créées par son prédécesseur avec les syndicats d'une part et le patronat de l'autre. Le 17 octobre 2012, lors de la première réunion de la commission avec les employeurs, il annonce que ces deux instances continueront à être dirigées par Rock Wamytan, en qualité de représentant du président du Congrès.
Candidat à sa succession le 8 août 2013, il bénéficie du ralliement au groupe Calédonie ensemble de deux élus supplémentaires (Jean-Luc Régent et Silipeleto Muliaakaka), et a face à lui les deux mêmes candidats qu'en 2012, à savoir Rock Wamytan et Simon Loueckhote. Cette fois, aucun des deux anti-indépendantistes ne se désiste en faveur de l'autre au 3e tour, ce qui permet à Rock Wamytan d'être élu de nouveau à la majorité relative avec 23 voix contre 17 à Loueckhote et 13 à Poadja.

### Sénateur
Il est de nouveau candidat pour Calédonie ensemble pour les élections sénatoriales du 24 septembre 2017, mais cette fois-ci sur une liste conjointe avec le sénateur sortant du Rassemblement-Les Républicains baptisée « Pour une Nouvelle-Calédonie dans la France et dans la paix », également soutenue par le Mouvement populaire calédonien et Tous Calédoniens,. Il est élu dès le premier tour, avec 258 voix de grands électeurs sur 467 exprimés, 522 votants et 552 inscrits.
Au Sénat, il siège comme apparenté au groupe Union centriste (UC). Il est membre de la commission des Affaires étrangères, de la Défense et des Forces armées, secrétaire de la délégation sénatoriale aux outre-mer et président délégué du groupe d’amitié France-Vanuatu-Îles du Pacifique, chargé tout particulièrement de l'amitié interparlementaire avec la Papouasie-Nouvelle-Guinée.